# 雪花梨
雪花梨是中華人民共和國河北省趙縣、定州市、山西代縣、陝西渭北地區等地栽培的一種梨，雪花梨的果實為長卵圓形，重173-226克，雪花梨於每年9月成熟，剛摘采時，果皮為黃綠色，經一段時間儲存後，果皮顏色會變黃，果肉為白色。